# Schaarbeekse Kriek Hanssens
Schaarbeekse Kriek Hanssens is een Belgisch fruitbier op basis van lambiek.
Dit bier wordt geproduceerd in Geuzestekerij Hanssens Artisanaal te Dworp.
Het is een rood fruitbier met een alcoholpercentage van 6,%.
Het verschil met Hanssens Oude Kriek is dat in dit bier enkel Schaarbeekse krieken gebruikt worden. Schaarbeekse krieken zijn een kleine, wilde soort zure krieken. Ze geven een aparte smaak. Omdat de bomen steeds zeldzamer worden, wordt dit bier slechts in beperkte volumes geproduceerd.